# 선언적 판결
선언적 판결(宣言的判決, declaratory judgment)은 미국의 민사소송법내 절차로 판사가 민사소송에서 당사자들의 권리, 의무, 책임등을 선언하는 것을 말한다. 이때 어떤 이행명령이나 조치, 또는 배상을 명령하지는 않는다. 법원을 선언적 판결을 내리는 것을 꺼려하나 헌법관련 중요 법리적인 문제의 경우 혼란을 막기 위해 선언적 판결을 내린다. 보통의 경우 법원은 실제적 손해가 발생할 때까지 기다린다.

## 특허소송의 경우
침해혐의자가 특허권자를 상대로 비침해, 무효, 권리불행사의 확인을 구하는 소 또는 반소. 주로 침해혐의자가 유리한 관할확보를 위한 수단으로 사용된다.

## 사례
예를 들어 위키백과 내에서 외계인의 언어를 쓰는 것이 불법이라고 하자. 위키군이 위키백과에서 외계언어로 글을 많이 올린 다음 삭제를 당할 수도 있고 그것을 표현의 자유 침해라고 소송을 제기할 수 있다. 그러나 글을 올리기 전에 법원에서 외계인의 언어를 위키백과 내에서 사용하는 것이 합헌인지 선언적 판결을 받을 수도 있다. 이 두 가지 경우 중 두 번째 경우가 복잡하고 시간이 소요되는 법적 분쟁을 피할 수 있다.

## 참고 문헌
- Black's Law Dictionary 1486 (8th ed. 2004)

## 같이 보기
- 확인의 소
- 권고적 의견